# Бигл, Питер
Питер Бигл (англ. Peter S. Beagle; род. 20 апреля 1939, Нью-Йорк) — американский писатель, прославившийся романом «Последний Единорог». Известен также как сценарист мультфильма «Властелин колец» 1978 года.

## Биография
Родился на Манхеттене, в семье Саймона Бигла и Ребекки Сойер. По материнской линии Бигл из еврейской семьи, перебравшейся в США в 1912 году из города Борисоглебск (ныне Воронежская область). Братья его матери — художники Айзек, Мозес и Рафаэль Сойеры.
Бигл вырос в Нью-Йорке и ещё школьником выиграл поэтический конкурс. Окончил Питтсбургский университет по специальности «литературное творчество».

## Сценарии к фильмам
- Голубка, 1974
- Властелин колец, 1978
- Последний единорог, 1982
- Звёздный путь: Следующее поколение, I эпизод, 1990
- Русалочка, I эпизод, 1992

## Премии и награды
- 1987, Mythopoeic Awards в категории «Мифопоэтическая премия фэнтези» за The Folk of the Air (1986)
- 1994, Премия Локус в категории «Роман фэнтези» за «Песня трактирщика» (The Innkeeper’s Song) (1993)
- 2000, Mythopoeic Awards в категории «Мифопоэтическая премия за произведение для взрослых» за Tamsin (1999)
- 2006, Премия Небьюла в категории «Короткая повесть» за «Два сердца» (Two Hearts) (2005)
- 2006, Премия Хьюго в категории «Короткая повесть» за «Два сердца» (Two Hearts) (2005)
- 2010, Премия Локус в категории «Короткая повесть» за By Moonlight (2009)